# Gewok
Gewok is een bestuurslaag in het regentschap Kuningan van de provincie West-Java, Indonesië. Gewok telt 2939 inwoners (volkstelling 2010).